# Garra manipurensis
Garra manipurensis är en fiskart som beskrevs av Vishwanath och Sarojnalini, 1988. Garra manipurensis ingår i släktet Garra och familjen karpfiskar. IUCN kategoriserar arten globalt som sårbar. Inga underarter finns listade i Catalogue of Life.